# Andrew Wylie (Footballspieler)
Andrew Cameron Wylie (geboren am 19. August 1994 in Hemlock, Michigan) ist ein US-amerikanischer American-Football-Spieler auf der Position des Offensive Tackles. Er spielte College Football für die Eastern Michigan University und steht seit 2023 bei den Washington Commanders in der National Football League (NFL) unter Vertrag. Mit den Kansas City Chiefs gewann Wylie den Super Bowl LIV und den Super Bowl LVII.

## College
Wylie wuchs auf einem Bauernhof in Hemlock, Michigan, auf. Er besuchte die Highschool in Midland und spielte dort Football und Basketball. In seinem letzten Highschooljahr erkrankte Wylie an Morbus Basedow, wodurch er in sechs Monaten 36 kg an Gewicht verlor, was es ihm erschwerte, ein Stipendium als Footballspieler fürs College zu erhalten. Ab 2012 ging er auf die Eastern Michigan University, um College Football für die Eastern Michigan Eagles zu spielen. Nach einem Jahr als Greyshirt war er ab 2013 vier Jahre lang Stammspieler in der Offensive Line, überwiegend als Left Tackle.

## NFL
Wylie wurde im NFL Draft 2017 nicht ausgewählt. Nach einem Probetraining bei den Baltimore Ravens nahmen die Indianapolis Colts ihn unter Vertrag. Bei den Colts schaffte er es nicht in den 53-Mann-Kader und wurde zunächst in den Practice Squad aufgenommen, aber am 26. September 2017 entlassen. Daraufhin nahmen die Cleveland Browns ihn am 9. Oktober in ihren Practice Squad auf. Am 15. Dezember 2017 wurde er auch von den Browns entlassen. Anschließend verbrachte er acht Tage im Practice Squad der Los Angeles Chargers, bevor er am 29. Dezember 2017 von den Kansas City Chiefs unter Vertrag genommen wurde. Am 8. Januar 2018 wurde er vom Practice Squad in den aktiven Kader befördert. In der Saison 2018 schaffte Wylie es nach einer überzeugenden Saisonvorbereitung in den 53-Mann-Kader der Chiefs. Infolge des verletzungsbedingten Ausfalls von Laurent Duvernay-Tardif bestritt er zehn Spiele als Starter auf der Position des Right Guards. Wylie wurde mit dem Mack Lee Hill Award als bester Spieler der Chiefs in seinem ersten Jahr für das Team ausgezeichnet. In der Saison 2019 ging er als Stammspieler auf der Position des Left Guards in die Saison, die im Vorjahr Cameron Erving innegehabt hatte. Er verpasste fünf Spiele der Regular Season verletzungs- und krankheitsbedingt und fehlte auch in den Play-offs, in denen die Chiefs in den Super Bowl LIV einzogen. Für den Super Bowl war Wylie zwar wieder einsatzbereit, dennoch kam er nicht zum Einsatz, da Stefen Wisniewski den Vorzug erhielt. In der Saison 2020 spielte Wylie vorwiegend als Right Guard und erreichte mit den Chiefs erneut den Super Bowl. Im Super Bowl LV wechselte er wegen des verletzungsbedingten Ausfalls von Left Tackle Eric Fisher, dessen Position der etatmäßige Right Tackle Mike Remmers übernahm, auf die Position des Right Tackles. Bei der 9:31-Niederlage gegen die Tampa Bay Buccaneers waren die Chiefs insbesondere aufgrund der schlechten Leistung der Offensive Line chancenlos.
Die Chiefs hielten Wylie zur Saison 2021 mit einem Right-of-first-Refusal-Tender, den er im Mai 2021 unterschrieb, was ihm 2,133 Millionen US-Dollar für die Saison einbrachte. Er ging als Ersatzspieler in die Saison, rückte durch Verletzungen anderer Spieler aber erneut als Right Tackle in die Startaufstellung auf. Im März 2022 verlängerte Wylie seinen Vertrag in Kansas City für 2,5 Millionen US-Dollar um ein Jahr. Nachdem er in der Saisonvorbereitung seine Ende der Saison 2021 übernommene Position als etatmäßiger Right Tackle hatte verteidigen können, zog er erneut mit den Chiefs in den Super Bowl ein. Im Super Bowl LVII ist Wylie der einzige Starter in der Offensive Line, der auch bei der Niederlage im Super Bowl LV zwei Jahre zuvor als Starter auf dem Feld gestanden hatte. Die Chiefs gewannen gegen die Philadelphia Eagles mit 38:35.
Im März 2023 wechselte Wylie zu den Washington Commanders.